# Kanton Lyon-VI
Lyon-VI is een voormalig kanton van het arrondissement Lyon in het Franse departement Rhône. 
Het kanton kwam geografisch overeen met het noordelijke gedeelte van het 6e arrondissement van de stad. Op 1 januari 2015 uit het departement Rhône de Métropole de Lyon gevormd, waarvan in maart van datzelfde jaar alle kantons opgeheven werden, waardoor Lyon bestuurlijk nu enkel nog in arrondissementen is ingedeeld.